# جک پریستلی
جک پریستلی (انگلیسی: Jack Priestley; ۲۷ ژوئیهٔ ۱۹۲۶ – ۲۶ مهٔ ۱۹۹۳) فیلم‌بردار اهل ایالات متحده آمریکا بود. وی همچنین برندهٔ جوایزی همچون جوایز امی ساعات پربیننده شده‌است.